# Deutsche Leichtathletik-Meisterschaften 1982
Die 82. Deutschen Leichtathletik-Meisterschaften wurden vom 23. bis 25. Juli 1982 im Olympiastadion München ausgetragen.

## Ausgelagerte Disziplinen
Wie in den Jahren zuvor wurden weitere Meisterschaftstitel an verschiedenen anderen Orten vergeben, in der folgenden Auflistung in chronologischer Reihenfolge benannt.
- Crossläufe – Neuss, 27. Februar mit Einzel- / Mannschaftswertungen für Frauen und Männer auf jeweils zwei Streckenlängen (Mittel- / Langstrecke)
- Marathonlauf – Nürnberg, 17. April mit Einzel- / Mannschaftswertungen für Frauen und Männer[2]
- Langstaffeln, Frauen: 3 × 800 m / Männer: 4 × 800 m und 4 × 1500 m – Heidenheim, 31. Juli im Rahmen der Deutschen Jugendmeisterschaften
- Mehrkämpfe (Frauen: Siebenkampf) / (Männer: Zehnkampf) – Ulmer Donaustadion, 14./15. August mit Einzel- und Mannschaftswertungen (wie oben bereits erwähnt)
- 25-km-Straßenlauf – Wesel, 25. September mit Einzel- / Mannschaftswertungen für Frauen und Männer
- 5-km Gehen (Frauen) / 50-km-Gehen (Männer) – Ahlen, 3. Oktober mit jeweils Einzel- und Mannschaftswertungen

## Sportliche Leistungen
Spätestens Anfang der 1980er Jahre hatte sich die deutsche Leichtathletik nach einigen schwächeren Jahren im Anschluss an die Olympischen Sommerspiele 1972 im eigenen Land wieder einen deutlich höheren internationalen Leistungsstand erarbeitet. So sollte es bei den im September bevorstehenden Europameisterschaften acht EM-Titel geben, was eine besonders gute Bilanz darstellte.

### Rekorde
Es gab einen Weltrekord (WR), einen deutschen Rekord (DR), einen deutschen Vereinsrekord (DRV) sowie drei bundesdeutsche Rekorde (BR).
- Weltrekord:
  - Zehnkampf: 8723 P (1965er Wertung / heutige Wertung von 1985: 8741 P) – Jürgen Hingsen (LAV Bayer Uerdingen/Dormagen)
- Deutscher Rekord:
  - Stabhochsprung: 5,65 m – Günther Lohre (SV Salamander Kornwestheim)
- Deutscher Vereinsrekord:
  - Zehnkampf: 24.464 P (1965er Wertung) – USC Mainz (Siegfried Wentz, Guido Kratschmer, Holger Schmidt)
- Bundesdeutsche Rekorde:
  - 200-Meter-Lauf: 20,47 s – Erwin Skamrahl (SV Groß Ilsede)
  - 110-Meter-Hürdenlauf: 13,57 s – Karl-Werner Dönges (VfL Sindelfingen)
  - Hochsprung: 2,00 m – Ulrike Meyfarth (LG Bayer Leverkusen)

## Medaillengewinner, Männer
Die folgende Übersicht fasst die Medaillengewinner und -gewinnerinnen zusammen. Eine ausführlichere Übersicht mit den jeweils ersten acht in den einzelnen Disziplinen findet sich unter dem Link Deutsche Leichtathletik-Meisterschaften 1982/Resultate.
| Disziplin                                   | Gold                                                                                 | Leistung              | Silber                                                                                  | Leistung        | Bronze                                                                         | Leistung        |
| ------------------------------------------- | ------------------------------------------------------------------------------------ | --------------------- | --------------------------------------------------------------------------------------- | --------------- | ------------------------------------------------------------------------------ | --------------- |
| 100 m (Wind: −0,6)                          | Christian Haas (LAC Quelle Fürth)                                                    | 10,37 s000            | Peter Klein (SV Salamander Kornwestheim)                                                | 10,49 s00       | Christian Zirkelbach (LAC Quelle Fürth)                                        | 10,51 s00       |
| 200 m (Wind: +0,7)                          | Erwin Skamrahl (SV Groß Ilsede)                                                      | 20,47 s BR            | Harald Schmid (TV Gelnhausen)                                                           | 20,78 s00       | Achim Piasetzki (LG Bayer Leverkusen)                                          | 20,85 s00       |
| 400 m                                       | Erwin Skamrahl (SV Groß Ilsede)                                                      | 45,09 s000            | Hartmut Weber (OSC Thier Dortmund)                                                      | 45,12 s00       | Edgar Nakladal (OSC Berlin)                                                    | 46,49 s00       |
| 800 m                                       | Willi Wülbeck (TV Wattenscheid)                                                      | 1:48,32 min           | Hans-Peter Ferner (MTV Ingolstadt)                                                      | 1:48,48 min     | Dieter Riebe (LG Bayer Leverkusen)                                             | 1:49,34 min     |
| 1500 m                                      | Thomas Wessinghage (ASV Köln)                                                        | 3:43,84 min0          | Uwe Becker (VfL Wolfsburg)                                                              | 3:43,87 min     | Jürgen Grothe (VfL Waiblingen)                                                 | 3:44,83 min     |
| 5000 m                                      | Thomas Wessinghage (ASV Köln)                                                        | 13:45,14 min0         | Christoph Herle (LAC Quelle Fürth)                                                      | 13:49,30 min    | Peter Belger (LG Bayer Leverkusen)                                             | 13:56,13 min    |
| 10.000 m                                    | Hans-Jürgen Orthmann (VfL Wehbach)                                                   | 28:47,15 min0         | Michael Scheytt (VfL Sindelfingen)                                                      | 28:48,00 min    | Michael Spöttel (LG Kreis Verden)                                              | 29:12,73 min    |
| 25-km-Straßenlauf                           | Michael Spöttel (LG Kreis Verden)                                                    | 1:16:20 h00000        | Hans-Jürgen Orthmann (VfL Wehbach)                                                      | 1:17:33 h0000   | Reinhard Leibold (LAC Quelle Fürth)                                            | 1:17:44 h0000   |
| 25-km-Straßenlauf, Mannschaftswertung       | TSG OberurselPeter Morawski Joachim Wollek Wolfgang Münzel                           | 4:00:44 h00000        | LG Kreis VerdenMichael Spöttel Jürgen Schulze Luttmann                                  | 4:01:32 h0000   | LAC Quelle FürthReinhard Leibold Edmundo Warnke Clemens Schneider-Strittmatter | 4:02:49 h0000   |
| Marathon                                    | Ralf Salzmann (LG Frankfurt)                                                         | 2:18:45 h00000        | Udo Engelbrecht (PSV Grün-Weiß Kassel)                                                  | 2:19:31 h0000   | Andreas Weniger (TSV 1860 München)                                             | 2:19:44 h0000   |
| Marathon, Mannschaftswertung                | LAC Quelle FürthGünter Zahn Reinhard Leibold Clemens Schneider-Strittmatter          | 7:12:32 h00000        | LAV co op DortmundPeter Spahn Reinhard Kowallek Hans-Georg Kappe                        | 7:21:16 h0000   | TSG OberurselWolfgang Münzel Peter Morawski Klaus Orthen                       | 7:21:26 h0000   |
| 110 m Hürden (Wind: −0,9)                   | Karl-Werner Dönges (VfL Sindelfingen)                                                | 13,57 s BR            | Hans-Gerd Klein (LG Bayer Leverkusen)                                                   | 13,94 s00       | Axel Schaumann (LG Kappelberg)                                                 | 14,09 s00       |
| 400 m Hürden                                | Harald Schmid (TV Gelnhausen)                                                        | 48,51 s000            | Ralf Höhle (LG Süd Berlin)                                                              | 50,16 s00       | Wolfgang Richter (LG Bayer Leverkusen)                                         | 50,19 s00       |
| 3000 m Hindernis                            | Patriz Ilg (LAC Quelle Fürth)                                                        | 8:29,67 min0          | Rainer Schwarz (LG Gauting/Stockdorf)                                                   | 8:37,10 min     | Michael Längler (Dorstener LC)                                                 | 8:37,52 min     |
| 4 × 100 m Staffel                           | SV Salamander KornwestheimHerbert Mutschler Bernd Sattler Peter Klein Dieter Gebhard | 39,33 s000            | LAC Quelle FürthChristian Zirkelbach Christian Haas Rainer Heckmann Richard Luxenburger | 39,48 s00       | TV Wattenscheid 01Werner Bastians Werner Zaske Fritz Heer Michael Schmidtmeier | 39,53 s00       |
| 4 × 400 m Staffel                           | OSC Thier DortmundMark Henrich Jörg Vaihinger Thomas Wilking Hartmut Weber           | 3:05,45 min0          | LG Bayer LeverkusenChristoph Trappe Wolfgang Richter Bernd Herrmann Joachim Rabstein    | 3:06,15 min     | VfL SindelfingenUwe Fegert Karl-Werner Dönges Michael Friese Martin Weppler    | 3:06,25 min     |
| 4 × 800 m Staffel                           | VfB StuttgartThomas Trautwein Herbert Wursthorn Matthias Assmann Hans Allmandinger   | 7:18,39 min0          | MTV IngolstadtHans Lang Herbert Stark Armin Steller Hans-Peter Ferner                   | 7:18,43 min     | TB EmmendingenHarald Olbrich Ulrich Hildebrand Reinhard Aechtle Ulrich Karck   | 7:18,80 min     |
| 4 × 1500 m Staffel                          | LG Bayer LeverkusenDieter Riebe Paul-Heinz Wellmann Karl Fleschen Harald Hudak       | 15:14,12 min0         | VfL WolfsburgUwe Baunack Volker Becker Axel Diedrich Uwe Becker                         | 15:25,66 min    | LG GöttingenTorsten Tiller Ulrich Parthier Bernd Wojtyna Peter Heine           | 15:28,45 min    |
| 20-km-Gehen                                 | Alfons Schwarz (LAC Quelle Fürth)                                                    | 1:26:03,63 h000       | Franz-Josef Weber (SV Kyllburg)                                                         | 1:28:14 h0000   | Karl Degener (VfL Wolfsburg)                                                   | 1:29:06 h0000   |
| 20-km-Gehen, Mannschaftswertung             | LAC Quelle Fürth IAlfons Schwarz Wolfgang Wiedemann Michael Holder                   | 4:28:50 h00000        | VfL WolfsburgKarl Degener Jürgen Meyer Uwe Jakob                                        | 4:36:11 h0000   | LAC Quelle Fürth IIHorst-Joachim Matern Herbert Jeschke Wolfgang Werner        | 4:38:31 h0000   |
| 50 km Gehen                                 | Karl Degener (VfL Wolfsburg)                                                         | 4:05:36 h00000        | Jürgen Meyer (VfL Wolfsburg)                                                            | 4:13:12 h0000   | Walter Schwoche (Eintracht Hildesheim)                                         | 4:14:46 h0000   |
| 50 km Gehen, Mannschaftswertung             | VfL WolfsburgKarl Degener Jürgen Meyer Michael Ritter                                | 12:54:54 h00000       | Meiendorfer SVFritz Helms Braum Thomas Hansen                                           | 13:39:17 h0000  | Eintracht FrankfurtHans Michalski Uwe Munzert Helmut Teutsch                   | 14:01:25 h0000  |
| Hochsprung                                  | Dietmar Mögenburg (LG Bayer Leverkusen)                                              | 2,27 m000             | Gerd Nagel (LG Frankfurt)                                                               | 2,24 m          | Andre Schneider (TV Wattenscheid 01)                                           | 2,24 m          |
| Stabhochsprung                              | Günther Lohre (SV Salamander Kornwestheim)                                           | 5,65 m DR             | Jürgen Winkler (LG Jägermeister Bonn-Troisdorf)                                         | 5,50 m          | Detlef de Raad (TV Wattenscheid 01)                                            | 5,35 m          |
| Weitsprung                                  | Jörg Klocke (TV Wattenscheid 01)                                                     | 8,09 m000             | Jürgen Hingsen (LAV Bayer Uerdingen/Dormagen)                                           | 8,04 m          | Jens Knipphals (VfL Wolfsburg)                                                 | 7,92 m          |
| Dreisprung                                  | Douglas Henderson (Eintracht Frankfurt)                                              | 16,48 m000            | Wolfgang Kolmsee (LAC Quelle Fürth)                                                     | 16,47 m         | Peter Bouschen (LG Düsseldorf/Neuss)                                           | 16,21 m         |
| Kugelstoßen                                 | Udo Gelhausen (LG Bayer Leverkusen)                                                  | 19,50 m000            | Andreas Beirowski (LG Bayer Leverkusen)                                                 | 18,56 m         | Ferdinand Schladen (LG Jägermeister Bonn-Troisdorf)                            | 18,54 m         |
| Diskuswurf                                  | Alwin Wagner (USC Mainz)                                                             | 63,86 m000            | Werner Hartmann (VfL Buchloe)                                                           | 62,72 m         | Rolf Danneberg (LG Wedel-Pinneberg)                                            | 61,70 m         |
| Hammerwurf                                  | Klaus Ploghaus (ASC Darmstadt)                                                       | 76,26 m000            | Jörg Schaefer (TV Wattenscheid 01)                                                      | 75,30 m         | Christoph Sahner (LG Saar 70)                                                  | 73,14 m         |
| Speerwurf                                   | Klaus Tafelmeier (LG Bayer Leverkusen)                                               | 85,56 m000            | Helmut Schreiber (USC Heidelberg)                                                       | 80,22 m         | Karl-Heinz Janneck (TV Wattenscheid 01)                                        | 79,52 m         |
| Zehnkampf, 1965er W. 2. Zeile: 1985er Wert. | Jürgen Hingsen (LAV Bayer Uerdingen/Dormagen)                                        | 8723 P 0 (8741 P)0000 | Siegfried Wentz (USC Mainz)                                                             | 8225 P (8215 P) | Guido Kratschmer (USC Mainz)                                                   | 8215 P (8194 P) |
| Zehnkampf, Mannschaftswertung               | USC MainzSiegfried Wentz Guido Kratschmer Holger Schmidt                             | 24.464 P DRV          | TSV 1860 MünchenHerbert Peter Jörg Lorenz Franz Mayr                                    | 22,650 P        | SCC BerlinKarim Belkora Andreas Zylka Lutz Quil                                | 21.245 P        |
| Crosslauf Mittelstrecke – 3,2 km            | Uwe Mönkemeyer (TV Stadtoldendorf)                                                   | 8:23,0 min00          | Thomas Wessinghage (ASV Köln)                                                           | 8:24,8 min0     | Paul Nothacker (TSV Calw)                                                      | 8:25,7 min0     |
| Crosslauf Mittelstrecke, Mannschaftswertung | VfL WolfsburgUwe Becker Uwe Baunack Axel Diedrich                                    | Pl.-Ziff. 44          | TuS Rot-Weiß KoblenzHerbert Stephan Christian Collisy Winfried Diederichs               | Pl.-Ziff. 56    | LAV Rala LudwigshafenAndreas Baranski Ralf Eckert Johannes Eisinger            | Pl.-Ziff. 68    |
| Crosslauf Langstrecke – 10,7 km             | Ralf Salzmann (LG Eintracht Frankfurt)                                               | 30:22,8 min00         | Christoph Herle (LAC Quelle Fürth)                                                      | 30:30,1 min0    | Hans-Jürgen Orthmann (VfL Wehbach)                                             | 30:32,3 min0    |
| Crosslauf Langstrecke, Mannschaftswertung   | LAC Quelle FürthChristoph Herle Reinhard Leibold Günter Zahn                         | Pl.-Ziff. 14          | LG Eintracht FrankfurtRalf Salzmann Jürgen Dächert Markus Butters                       | Pl.-Ziff. 31    | ASC DarmstadtRobert Freimark Wolfgang Miko Falko Will                          | Pl.-Ziff. 82    |

## Medaillengewinnerinnen, Frauen
| Disziplin                                   | Gold                                                                                   | Leistung      | Silber                                                                                  | Leistung      | Bronze                                                                                      | Leistung      |
| ------------------------------------------- | -------------------------------------------------------------------------------------- | ------------- | --------------------------------------------------------------------------------------- | ------------- | ------------------------------------------------------------------------------------------- | ------------- |
| 100 m (Wind: −0,2)                          | Resi März, geb. Fischer (MTV Ingolstadt)                                               | 11,58 s00     | Corinna Watschke (TV Wattenscheid 01)                                                   | 11,61 s00     | Ulrike Sommer (LAC Quelle Fürth)                                                            | 11,63 s00     |
| 200 m (Wind: +0,7)                          | Heike Schmidt (TV Voerde)                                                              | 22,97 s00     | Ute Finger (ASV Köln)                                                                   | 23,16 s00     | Gaby Bußmann (LG Ahlen/Hamm)                                                                | 23,24 s00     |
| 400 m                                       | Gaby Bußmann (LG Ahlen/Hamm)                                                           | 51,48 s00     | Ute Finger (ASV Köln)                                                                   | 52,61 s00     | Claudia Steger (LG Bayer Leverkusen)                                                        | 53,21 s00     |
| 800 m                                       | Margrit Klinger (TV Obersuhl)                                                          | 2:01,67 min   | Simone Büngener (Sport-Union Annen)                                                     | 2:02,75 min   | Margit Schultheiß (VT Zweibrücken)                                                          | 2:03,82 min   |
| 1500 m                                      | Martina Krott (LAV Bayer Uerdingen/Dormagen)                                           | 4:12,53 min   | Birgit Friedmann (Eintracht Frankfurt)                                                  | 4:12,66 min   | Brigitte Kraus (ASV Köln)                                                                   | 4:12,99 min   |
| 3000 m                                      | Birgit Friedmann (Eintracht Frankfurt)                                                 | 8:55,91 min   | Charlotte geb. Teske-Bernhard (ASC Darmstadt)                                           | 9:04,96 min   | Elisabeth Franzis (SV Sonsbeck)                                                             | 9:14,10 min   |
| 25-km-Straßenlauf                           | Monika Lövenich geb. Greschner (LG Jägermeister Bonn-Troisdorf)                        | 1:28:23 h0000 | Marlis Frölich (TV Alsfeld)                                                             | 1:30:31 h0000 | Gabriela Wolf (LAV co op Dortmund)                                                          | 1:33:13 h0000 |
| 25-km-Straßenlauf, Mannschaftswertung       | LG Jägermeister Bonn-TroisdorfMonika Lövenich geb. Greschner Petra Niklas Regina Dietz | 4:44:05 h0000 | LAV co op DortmundGabriela Wolf Christel Eilhoff Christina Mai                          | 4:45:16 h0000 | TV Bad MergentheimElvira Hofmann Erika Herz G.Herz                                          | 5:12:45 h0000 |
| Marathon                                    | Monika Lövenich geb. Greschner (LG Jägermeister Bonn-Troisdorf)                        | 2:42:24 h0000 | Gerlinde Püttmann (LAZ Hamm)                                                            | 2:43:32 h0000 | Heide Brenner (LG Jägermeister Bonn-Troisdorf)                                              | 2:43:49 h0000 |
| Marathon, Mannschaftswertung                | LAV co op DortmundGabriela Wolf Bernadette Hudy Heide Schulte                          | 8:41:38 h0000 | LC HaßlochDoris Füsser Heidi Braun Erika Dreger                                         | 9:45:55 h0000 | TUSEM EssenGisela Neiß Lieselotte Bremer Lilo Kalweit geb. Marloth                          | 9:48:14 h0000 |
| 100 m Hürden (Wind: +0,2)                   | Heike Filsinger (MTG Mannheim)                                                         | 13,28 s00     | Sabine Everts (LAV Düsseldorf)                                                          | 13,29 s00     | Christiane Rey (TV Konstanz)                                                                | 13,46 s00     |
| 400 m Hürden                                | Marlies Gutewort (OSC Berlin)                                                          | 57,18 s00     | Mary Wagner (TSV Göggingen)                                                             | 57,33 s00     | Erika Weinstein geb. Götz (LG Bayer Leverkusen)                                             | 59,13 s00     |
| 4 × 100 m Staffel                           | LAV DüsseldorfMarita Feller Anne Griese Sabine Everts Heike vom Wege                   | 44,96 s00     | OSC Thier DortmundSabine Klösters Elke Vollmer Andrea Niggemann Mirjam-Astrid Erle      | 45,03 s00     | LG Bayer LeverkusenEdith Oker Claudia Steger Bianca Betz Christina Sussiek                  | 45,39 s00     |
| 4 × 400 m Staffel                           | LG Bayer Leverkusen IElke Decker Birgit Vöcking Claudia Steger Christiane Brinkmann    | 3:36,35 min   | LAV DüsseldorfAnne Griese Ute Eich Marita Feller Sabine Everts                          | 3:39,70 min   | LG Bayer Leverkusen IIIris Künstner Erika Weinstein geb. Götz Susanne Meiß Petra Kleinbrahm | 3:40,22 min   |
| 3 × 800 m Staffel                           | Sport-Union AnnenBettina Büngener Birgit Schmidt Simone Büngener                       | 6:19,38 min   | LG Bayer LeverkusenKarin Sichelschmidt Sabine Weiß Petra Kleinbrahm                     | 6:20,83 min   | ASV KölnBirgit Petersen Christiane Peters Roswitha Gerdes                                   | 6:21,54 min   |
| 5 km Gehen                                  | Monika Wassel geb. Glöckler (Post-SV Jahn Freiburg)                                    | 25:04 min00   | Ingrid Adam (LAV Düsseldorf)                                                            | 25:33 min00   | Regine Broders (LG Kiel)                                                                    | 25:52 min00   |
| 5 km Gehen, Mannschaftswertung              | Post-SV Jahn FreiburgMonika Wassel geb. Glöckler Endris Luxemburger                    | 1:23:30 h0000 | LG Mainburg-NiederaichbachRenate Warz Brigitte Aigner Rosemarie Hühmer                  | 1:24:17 h0000 | ATS CuxhavenPeggy Behring Brunhilde Schmakies Könitz                                        | 1:24:36 h0000 |
| Hochsprung                                  | Ulrike Meyfarth (LG Bayer Leverkusen)                                                  | 2,00 m BR     | Petra Wziontek (ASV Köln)                                                               | 1,90 m        | Brigitte Holzapfel (LG Bayer Leverkusen)                                                    | 1,90 m        |
| Weitsprung                                  | Sabine Everts (LAV Düsseldorf)                                                         | 6,73 m000     | Karin Antretter geb. Hänel (LG Ahlen/Hamm)                                              | 6,57 m        | Heike Schmidt (TV Voerde)                                                                   | 6,48 m        |
| Kugelstoßen                                 | Claudia Losch (LG Bayer Leverkusen)                                                    | 18,06 m000    | Mechthild Schönleber (ASV Köln)                                                         | 17,42 m       | Jutta Weide (VfL Sindelfingen)                                                              | 17,04 m       |
| Diskuswurf                                  | Ingra Manecke (LAC Quelle Fürth)                                                       | 59,28 m000    | Doris Gutewort (LAC Quelle Fürth)                                                       | 57,78 m       | Andrea Röddecke (LG Bayer Leverkusen)                                                       | 57,18 m       |
| Speerwurf                                   | Ingrid Thyssen (LG Bayer Leverkusen)                                                   | 63,76 m000    | Eva Helmschmidt (LG Kappelberg)                                                         | 59,34 m       | Beate Peters (OSC Thier Dortmund)                                                           | 54,14 m       |
| Siebenkampf                                 | Sabine Everts (LAV Düsseldorf)                                                         | 6351 P        | Cornelia Sulek (LAC Quelle Fürth)                                                       | 5973 P        | Birgit Dressel (USC Mainz)                                                                  | 5938 P        |
| Siebenkampf, Mannschaftswertung             | LAV DüsseldorfSabine Everts Marita Feller Christa Mühlemeyer                           | 17.478 P      | LAC Quelle FürthCornelia Sulek Monika Krolkiewicz Angelika Lonzer                       | 17.163 P      | USC MainzBirgit Dressel Susanne Leimeister Monika Stahl                                     | 16.344 P      |
| Crosslauf Mittelstrecke – 2,3 km            | Brigitte Kraus (ASV Köln)                                                              | 7:08,1 min0   | Vera Michallek geb. Steiert (ASV Köln)                                                  | 7:12,8 min0   | Birgit Petersen (ASV Köln)                                                                  | 7:17,4 min0   |
| Crosslauf Mittelstrecke, Mannschaftswertung | ASV KölnBrigitte Kraus Vera Michallek geb. Steiert Birgit Petersen                     | Pl.-Ziff. 6   | LAC Quelle FürthBrigitte Brückner Helma Lindner geb. Weigt Ute Reitmeier                | Pl.-Ziff. 34  | LG Bayer LeverkusenSabine Weiß Körfer Lungerich                                             | Pl.-Ziff. 40  |
| Crosslauf Langstrecke – 6,5 km              | Charlotte Teske geb. Bernhard (ASC Darmstadt)                                          | 20:44,0 min0  | Monika Lövenich geb. Greschner (LG Jägermeister Bonn-Troisdorf)                         | 21:01,4 min0  | Mathilde Heuing (LG Gütersloh)                                                              | 21:45,8 min0  |
| Crosslauf Langstrecke, Mannschaftswertung   | ASC DarmstadtCharlotte Teske geb. Bernhard Barbara Will Barbara Rehmet                 | Pl.-Ziff. 29  | LG Jägermeister Bonn-TroisdorfMonika Lövenich geb. Greschner Heide Brenner Regina Dietz | Pl.-Ziff. 30  | VfL WolfsburgLiane Winter Brigitte Jordan Tinat                                             | Pl.-Ziff. 87  |